# Elisa Ruotolo
 (juin 2020).
Pour les articles homonymes, voir Ruotolo.
Elisa Ruotolo, née en 1975 à Santa Maria a Vico, est une écrivaine italienne.

## Biographie
Elisa Ruotolo enseigne l'italien dans un lycée de Campanie.
En 2010, elle remporte le Prix Renato Fucini pour Ho rubato la pioggia.

## Œuvres
- 2010 : J'ai volé la pluie (Ho rubato la pioggia), récits, traduits par Nathalie Bauer, Cambourakis, Paris 2018[3]
- 2014 : Ovunque, proteggici, roman